# Motocross Maniacs
Motocross Maniacs es un videojuego de carreras elaborado por Konami y distribuido por Ultra Games. Fue lanzado para la videoconsola Game Boy en 1989.

## Sistema de juego
El concepto del juego es bastante simple. Hay que conducir una motocicleta hasta alcanzar la meta. Hay ocho pistas diferentes y tres niveles de dificultad para cada una de ellas, determinado por el tiempo disponible para completarlas. Cuando el jugador completa un nivel dentro del límite de tiempo, inicia la siguiente pista.
Las pistas tienen multitud de obstáculos. Según se recorre el usuario debe recopilar la mayoría de objetos posible, ya que con ellos puede conseguir extensiones de tiempo, más potencia en la moto, etc.
El jugador dispone de tres modos de juego:
- Humano: Un jugador supera niveles hasta que agota su tiempo.
- Humano contra Computadora: Igual al anterior, pero añadiendo el requisito de superar a la máquina.
- Humano contra Humano: Igual que el anterior, pero el segundo jugador es otro humano.

En los modos multijugador el segundo jugador aparece como una silueta detrás del jugador principal, de forma similar a la de otros juegos de carreras.

## Curiosidades
- El cartucho original no es capaz de retener los resultados obtenidos una vez apagada la consola.
- Los desarrolladores del juego no implementaron ninguna pantalla de felicitación para quienes superaran todas las pistas. En su lugar aparecerá un precioso "GAME OVER".

## Juegos relacionados
Hasta la fecha han sido lanzadas al mercado dos secuelas, Motocross Maniacs 2 para la Game Boy Color y Motocross Maniacs Advance para la Game Boy Advance. Ambos mantienen la dinámica de juego del original.